# Włodzimierz (Melnyk)
Włodzimierz, imię świeckie Kostiantyn Pawłowicz Melnyk (ur. 26 listopada 1968 we wsi Newir) – ukraiński biskup prawosławny.

## Życiorys
Urodził się i wychował we wsi Newir w rejonie lubaszowskim obwodu wołyńskiego Ukraińskiej SRR w rodzinie rolniczej. W 1984 rozpoczął naukę w technikum rolniczym, po jej ukończeniu w 1988 odbył służbę wojskową. Po dwóch latach wstąpił do Wołyńskiego seminarium duchownego w Łucku. W 1992 został postrzyżony na mnicha przez biskupa łuckiego i wołyńskiego Bartłomieja z imieniem Włodzimierz na cześć nowomęczennika, metropolity kijowskiego Włodzimierza (Bogojawleńskiego) a następnie, w tym samym roku, udzielono mu święceń diakońskich. Jego pierwszym miejscem służby był żeński monaster Zaśnięcia Matki Bożej w Zimnem, gdzie pełnił funkcję kapelana.
W 1994 wstąpił na Chrześcijańską Akademię Teologiczną w Warszawie; również od tego roku był wykładowcą i wychowawcą w warszawskim prawosławnym seminarium duchownym. W tym samym roku z rąk metropolity kijowskiego i całej Ukrainy – Włodzimierza otrzymał święcenia kapłańskie. W 1999 podniesiony do godności ihumeńskiej. Rok później nagrodzony prawem noszenia krzyża z ozdobami. Od 1998 do 2003 służył w cerkwi św. Mikołaja w Ornecie oraz w filialnej świątyni w Morągu.
W 2003 ustanowiony archimandrytą i namiestnikiem męskiego monasteru Przemienienia Pańskiego w Nowogrodzie Siewierskim.
11 czerwca 2007 Święty Synod Ukraińskiego Kościoła Prawosławnego Patriarchatu Moskiewskiego powołał go na biskupa eparchii szepetowskiej. Uroczysta chirotonia miała miejsce w Soborze Zaśnięcia Matki Bożej w ławrze Kijowsko-Pieczerskiej.
W 2011 przeniesiony na katedrę włodzimiersko-wołyńską. W 2014 otrzymał godność arcybiskupią. 28 lipca 2017 r. został podniesiony do godności metropolity.